# Ralph Ortega
(en) Statistiques sur pro-football-reference
Ralph Ortega (né le 6 juillet 1953 à La Havane) est un joueur américano-cubain de football américain évoluant au poste de linebacker.

## Enfance
Ortega naît à La Havane, capitale de l'île de Cuba. Il déménage peu de temps après à Miami aux États-Unis. Il commence à jouer au football américain à la Coral Gables High School de Coral Gables, jouant entre autres avec Neal Colzie et Glenn Cameron qui deviendront professionnel plus tard.

## Carrière

### Université
Il entre à l'université de Floride à Gainesville en 1971. Il est connu pour avoir été au cœur des grands moments des Gators, notamment en 1973 contre les Tigers d'Auburn où il tacle Chris Linderman qui lâche le ballon (fumble) alors qu'il reste cinq secondes en première mi-temps. Les Gators l'emportent 12-8.
En quatre saisons universitaire, il fait 357 tacles, deux provocation de fumble et cinq interceptions. En 1973 et 1974, il est nommé dans l'équipe de la saison de la conférence SEC ainsi que dans l'équipe de la saison des All-American en 1974.

### Professionnel
Ralph Ortega est sélectionné au second tour du draft de la NFL de 1975 par les Falcons d'Atlanta au vingt-neuvième choix. Les deux premières saisons d'Ortega le voient surtout entrer en cours de match à différents postes avant qu'il entre au poste de linebacker en 1977, effectuant quatre interceptions et marquant un touchdown après avoir retourné un fumble.
Après la saison 1978, il est échangé aux Dolphins de Miami contre le troisième choix des Dolphins au draft de 1979. Sa première saison le voit jouer peu avant de jouer six matchs comme titulaire en 1980 sur seize joués, effectuant une interception. Il se retire après cette saison.

## Après le football
Il réside aujourd'hui à Miami et a entrainé son fils Buck Ortega.